# آدرین بک‌شایدر
آدرین بک‌شایدر (فرانسوی: Adrien Backscheider‎؛ زادهٔ ۷ اوت ۱۹۹۲) اسکی‌باز صحرانوردی اهل فرانسه است.
او برای فرانسه در بازی‌های المپیک زمستانی ۲۰۱۴ و ۲۰۱۸ در مسابقات اسکی صحرایی شرکت کرد.